# Aljaksej Zapik
Aljaksej Zapik (belarussisch Аляксей Цапік, engl. Transkription Alyaksey Tsapik; * 4. August 1988) ist ein belarussischer Dreispringer.
2012 gewann er bei den Europameisterschaften in Helsinki Bronze.
Bei den Halleneuropameisterschaften 2013 in Göteborg und bei den Europameisterschaften 2014 in Zürich schied er in der Qualifikation aus.

## Persönliche Bestleistungen
- Dreisprung: 16,82 m, 25. Mai 2012, Brest
  - Halle: 16,86 m, 26. Februar 2012, Mahiljou